# Bejeweled 3
Bejeweled 3 è un videogioco rompicapo sviluppato e pubblicato da PopCap Games nel 2010. È il quinto gioco della serie Bejeweled (dopo lo spin-off Bejeweled Blitz) ed è il terzo gioco principale della serie.

## Modalità di gioco
Le modalità sono 8 e 4 di queste si sbloccano completando alcuni obiettivi del gioco, chiamati "badge" (distintivi).
- Modalità classica: lo scopo è quello di allineare le gemme con 3 o più dello stesso colore, e la partita termina al finire delle mosse.

- Zen: Simile anche alla modalità infinita di Bejeweled 2, questa modalità è simile alla modalità classica, ma con le mosse illimitate e quindi infinita. In questa modalità è possibile personalizzare la propria partita Zen, con le impostazioni che seguono:
  - Controllo del respiro: consente di mostrare graficamente o con l'audio o entrambi un controllo del respiro. Si può anche regolarne la velocità;
  - Suoni d'atmosfera: consente di sostituire (o di unire) la musica con dei suoni della natura;
  - Mantra: consente di migliorare la propria autostima mostrando frasi. È possibile anche farle subliminali;
  - Battiti binaurali: consente di stimolare gli stati cerebrali. Sono necessarie le cuffie.
- Fulmine: simile a Bejeweled Blitz, l'obiettivo di questa modalità è di totalizzare più punti possibili entro un minuto. Al posto delle Gemme Moltiplicatore, sono presenti le Gemme del Tempo, che aggiungono 5 o 10 secondi extra al timer. Al termine di una sessione, se disponibile tempo raccolto, le Gemme del Tempo si trasformano in Gemme di Fuoco (5 secondi) e Gemme di Fulmine (10 secondi).
- Missioni: l'obiettivo di questa modalità è di recuperare le 5 reliquie perdute di Bejeweled, all'inizio ognuna di queste reliquie sono oscurate ed hanno dei pezzi mancanti, questi pezzi possono essere raccolti tramite il superare delle missioni. Ogni volta che si raccolgono tutti i pezzi di una reliquia, quest'ultima viene recuperata. Non è necessario completare tutte le 40 missioni per sbloccare tutti e 5 gli artefatti, ma completandole tutte, quindi arrivando al 100%, si sbloccherà un filmato di congratulazioni. Questa modalità non è presente nelle versioni mobile del gioco.
- Farfalle: lo scopo di questa modalità è di salvare più farfalle-gemma possibili dai ragni (che stanno sopra la griglia delle gemme). Le farfalle avanzano verso i ragni ogni mossa che il giocatore fa e per salvarle bisogna abbinarle insieme allo stesso tipo di gemme che hanno.
- Poker: lo scopo di questa modalità è di fare più punti possibili creando delle combinazioni di gemme che raffigurano delle carte riportate sul tabellone vicino alla griglia. Ogni carta che viene raffigurata da una specifica combinazione fatta dal giocatore da dei punti.
- Tormenta: lo scopo di questa modalità è di sopravvivere il più possibile dalle colonne di ghiaccio che vanno a crearsi col passare del tempo. È possibile distruggerle con le gemme, ma se una colonna di ghiaccio arriva in alto nella griglia, quest'ultima si congelerà e la partita finirà.
- Miniera: lo scopo di questa modalità è di scavare il più possibile sottoterra prima dello scadere del tempo.

## Pubblicazione
Bejeweled 3 è stato inizialmente pubblicato in versione digitale il 7 dicembre del 2010 attraverso il sito di PopCap insieme ad alcuni rivenditori autorizzati. Successivamente, il gioco arrivò su più piattaforme dopo l'uscita della versione PC. Esiste una versione in Flash del gioco che contiene soltanto la modalità classica, ed è principalmente basato sul motore grafico di Bejeweled Blitz.
Una versione in HTML5 del gioco, intitolata semplicemente Bejeweled, è stata pubblicata il 13 dicembre 2011 sul Chrome Web Store e includeva la modalità classica e la modalità fulmine. Una versione riveduta del gioco fu pubblicata in Cina il 27 luglio 2012, quest'ultima aveva i testi in cinese (incluso il titolo del gioco) e conteneva 2 nuove modalità basate su alcune missioni della modalità Missioni, alcune modifiche nel gameplay e l'aggiunta della pubblicità. Tale versione è giocabile soltanto in 4:3, e quindi non in modalità widescreen (16:9) come nella versione internazionale.
Bejeweled 3 è stato anche pubblicato il 19 ottobre 2011 per PlayStation 3, Xbox 360, ed ha ricevuto anche una conversione per Nintendo DS. Nella versione per PlayStation 3 furono inclusi 2 giochi extra, Zuma e Feeding Frenzy 2. La versione Xbox 360 invece presentava anche Bejeweled Blitz LIVE (una versione online di Bejeweled Blitz per il servizio Xbox Live).
Il gioco è stato pubblicato sui dispositivi Windows Phone 7 col nome di Bejeweled LIVE e su Windows Phone 8 col nome Bejeweled LIVE+, anche queste versioni erano un titolo Xbox Live ed erano un'esclusiva per i dispositivi Nokia Lumia. Una versione per Windows 8, intitolata anche qui Bejeweled LIVE, è stata pubblicata sul Windows Store e presentava la modalità classica, la modalità Farfalle e la modalità Miniera.